# Galenica
Galenica est une entreprise de distribution de produits pharmaceutiques et de beauté.

## Histoire
Galenica est fondée à Clarens (Vaud) en 1927 sous le nom de Collaboration Pharmaceutique par 16 pharmaciens romands, dans le but de créer une centrale d'achat commune. En 1932 Collaboration Pharmaceutique change de nom, et devient Galenica. 
Dès 1957, Galenica diversifie ses activités existantes en procédant à l'acquisition ciblée de diverses sociétés et en fondant des filiales. Cette même année marque l'avènement du volet d'activités pharmaceutique grâce à la reprise de Panpharma et à la diversification de la diffusion d'articles parapharmaceutiques destinés aux pharmacies. D'autres acquisitions pharmaceutiques suivent dans les années 1970 qui contribuent à renforcer le développement et la production de médicaments délivrés sans ordonnance (OTC). En 1977, le Codex Galenica, la première liste complète des médicaments en Suisse, est publié sous forme de livre. Il deviendra le "Swiss Drug Compendium".
En 1983, Galenica rachète les Laboratoires Hausmann. Dans son assortiment se trouvent quelques produits à base de fer qui deviendront ultérieurement Venofer et Maltofer.
Pour répondre aux rapides et profondes mutations caractérisant le marché, la direction développe une nouvelle stratégie en 1995, dont la création d'une chaîne de pharmacie dès 2000.
En 1999, Galenica conclut un partenariat stratégique avec le groupe de santé britanno-suisse Alliance Boots, qui prend 25 % des parts de Galenica.
En 2008, Galenica acquiert la société canadienne Aspreva pour 1 milliard de francs, ce qui lui permet de s'implanter sur le continent américain.
En août 2014, Galenica est scindée en deux divisions : Vifor Pharma et Galenica Santé. L'objectif à long terme est la scission en deux sociétés indépendantes appelées à être cotées à la Bourse.
En juillet 2016, Galenica annonce l'acquisition pour 1,5 milliard de dollars de Relypsa, une entreprise de biotechnologie américaine spécialisée dans le traitement de l'hyperkaliémie, traitement dont Galenica est avant cette opération le principal distributeur en dehors des États-Unis et du Japon.
Depuis le 7 avril 2017, Galenica est cotée à la Bourse suisse en tant qu’entreprise indépendante (SIX Swiss Exchange, GALN, numéro de valeur 36 067 446). Galenica est le prestataire de soins de santé entièrement intégré leader en Suisse. Avec près de 500 pharmacies propres, en joint-venture et pharmacies partenaires indépendantes, Galenica gère le plus grand réseau de pharmacies en Suisse. En outre, Galenica développe et propose des marques et des produits propres renommés, des marques et des produits exclusifs de partenaires commerciaux ainsi qu’une variété de services de santé et de tests pour les clients dans les pharmacies. Galenica est également le fournisseur leader des services de distribution dans les domaines prewholesale et wholesale et des services de bases de données sur le marché de la santé en Suisse.

## Actionnaires
Liste des principaux actionnaires au 12 mars 2020 :
| UBS AG (Investment Management)               | 4,97% |
| Alecta Pension Insurance Mutual              | 4,00% |
| BlackRock Investment Management              | 3,94% |
| Vontobel Asset Management                    | 3,55% |
| Credit Suisse Asset Management               | 3,25% |
| Rudolf Maag                                  | 3,00% |
| Norges Bank Investment Management            | 2,98% |
| JPMorgan Asset Management                    | 2,96% |
| Zürcher Kantonalbank (Investment Management) | 2,84% |
| Pictet Asset Management                      | 2,72% |